# Veronika Jandová
Veronika Jandová (* 1. srpna 2001 Brno) je česká cyklistka. Specializuje se na silniční a dráhovou cyklistiku. Je členkou českého národního týmu. Od roku 2014 je členkou klubu TJ Favorit Brno. Jejím dosavadním největším úspěchem je sedmé místo na mistrovství Evropy v silniční cyklistice v kategorii juniorů v roce 2018.

## Život
Studovala v Brně na Sportovním gymnáziu Ludvíka Daňka.

## Úspěchy

### 2014
- 3. místo – Czech cup on road 2014
- 3. místo – Czech Championship 2014 – silniční závod

### 2015
U15 category
- 1. místo – Czech Championship 2015 – silniční závod
- 1. místo – Czech Championship 2015 – ITT
- 1, místo – Czech Championship 2015 – TTT
- 1. místo – Czech cup on road 2015
- 6. místo – U16 Cycle Tour in Sweeden 2015

### 2017
U17 category
- 1. místo – Czech cup on road 2017
- 1. místo – MZM Lanskroun 2017
- 1. místo – Czech Championship 2017 – madison on track
- 2. místo – Czech Championship 2017 – ITT
- 2. místo – Czech Championship 2017 – individual pursuit on track
- 2. místo – Czech Championship 2017 – team pursuit on track
- 3. místo – Czech Championship 2017 – TTT
- 3. místo – Czech Championship 2017 – point race on track
- 14. místo – EYOF 2017 – road race
- 3. místo – Czech Championship 2016 – elimination race on track

### 2018
- 1. místo – Slovakia Cup – road race – Slovenské Pyreneje
- 13. místo – European Championship – ITT – Brno
- 7. místo – European Championship – silniční závod – Zlín
- 3. místo – Czech Championship – Individual time trial – Plzeň
- 3. místo – Czech Championship – silniční závod – Plzeň
- 1. místo – Czech Championship - time trial for two – Racice
- 1. místo – Slovakia Cup – silniční závod
- 1. místo – Czech Cup – silniční závod – Kyjev
- 62. místo – Healthy ageing Tour – Nation's cup – stage race – generaly
- 63. místo – Gent Wevelgem - Nation's cup